# Ochrodion tavakiliani
Ochrodion tavakiliani là một loài bọ cánh cứng trong họ Cerambycidae.